# Contendas do Sincorá
Contendas do Sincorá là một đô thị thuộc bang Bahia, Brasil. Đô thị này có diện tích 862,085 km², dân số năm 2007 là 3353 người, mật độ 3,89 người/km².